# تشارلز إس. هوارد
تشارلز إس. هوارد (بالإنجليزية: Charles S. Howard)‏ هو رائد أعمال أمريكي، ولد في 28 فبراير 1877 في ماريتا في الولايات المتحدة، وتوفي في 6 يونيو 1950 في سان فرانسيسكو في الولايات المتحدة.

## وصلات خارجية
- تشارلز إس. هوارد على موقع الموسوعة البريطانية (الإنجليزية)